# نهر السوباط

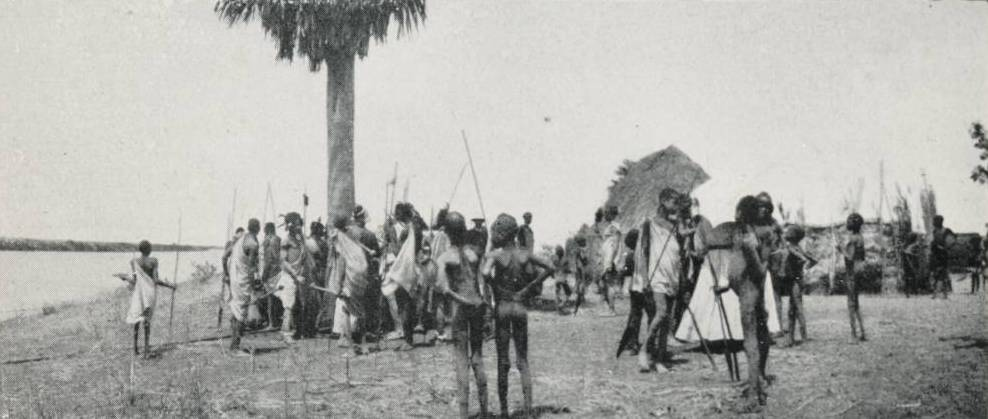
قرية للشلك على ضفة نهر السوباط

نهر السوباط نهر سوداني وهو أحد روافد نهر النيل الأبيض وينبع من جبال أثيوبيا. يبلغ طوله حوالي 750 كم، يلتقي بنهر النيل جنوبي ملكال, وله عدة روافد.